# 慈元庙碑刻
慈元庙碑刻，位于中国广东省江门市新会区古井镇官冲村，为新会区文物保护单位，类型为石窟寺及石刻，公布时间为1979年。
慈元庙碑刻的历史年代为明代。